# Autostrada Brescia-Verona-Vicenza-Padova
 (août 2023).
La mise en forme du texte ne suit pas les recommandations de Wikipédia : il faut le « wikifier ».
Les points d'amélioration suivants sont les cas les plus fréquents. Le détail des points à revoir est peut-être précisé sur la page de discussion.
- Les titres sont pré-formatés par le logiciel. Ils ne sont ni en capitales, ni en gras.
- Le texte ne doit pas être écrit en capitales (les noms de famille non plus), ni en gras, ni en italique, ni en « petit »…
- Le gras n'est utilisé que pour surligner le titre de l'article dans l'introduction, une seule fois.
- L'italique est rarement utilisé : mots en langue étrangère, titres d'œuvres, noms de bateaux, etc.
- Les citations ne sont pas en italique mais en corps de texte normal. Elles sont entourées par des guillemets français : « et ».
- Les listes à puces sont à éviter, des paragraphes rédigés étant largement préférés. Les tableaux sont à réserver à la présentation de données structurées (résultats, etc.).
- Les appels de note de bas de page (petits chiffres en exposant, introduits par l'outil «  Source ») sont à placer entre la fin de phrase et le point final[comme ça].
- Les liens internes (vers d'autres articles de Wikipédia) sont à choisir avec parcimonie. Créez des liens vers des articles approfondissant le sujet. Les termes génériques sans rapport avec le sujet sont à éviter, ainsi que les répétitions de liens vers un même terme.
- Les liens externes sont à placer uniquement dans une section « Liens externes », à la fin de l'article. Ces liens sont à choisir avec parcimonie suivant les règles définies. Si un lien sert de source à l'article, son insertion dans le texte est à faire par les notes de bas de page.
- La présentation des références doit suivre les conventions bibliographiques. Il est recommandé d'utiliser les modèles {{Ouvrage}}, {{Chapitre}}, {{Article}}, {{Lien web}} et/ou {{Bibliographie}}. Le mode d'édition visuel peut mettre en forme automatiquement les références.
- Insérer une infobox (cadre d'informations à droite) n'est pas obligatoire pour parachever la mise en page.

Pour une aide détaillée, merci de consulter Aide:Wikification.
Si vous pensez que ces points ont été résolus, vous pouvez retirer ce bandeau et améliorer la mise en forme d'un autre article.
La société Autostrada Brescia Verona Vicenza Padova S.p.A. est une société italienne concessionnaire du tronçon autoroutier entre les péages Brescia Ovest et Padova Est de l'autoroute A4 Turin - Trieste "Serenissima" ainsi que l'Autoroute A31 "Valdastico". La société gère 235,6 km d'autoroutes avec un trafic de 93 600 véhicules par jour sur l'A4 et 18 000 véhicules par jour sur l'A31. Le tronçon Brescia Est - Brescia Ovest étant le plus fréquenté avec plus de 150 000 transits quotidiens. La société a en projet la prolongation de l'A31 sur 46 km vers le nord pour relier la ville de Trente.

## Histoire
La société Autostrada Brescia Verona Vicenza Padova S.p.A. était, depuis l'origine en 1952, le constructeur et l'exploitant du tronçon de l'autoroute A4 "Serenissima" de Brescia à Padoue et, à partir de 1976, de l'autoroute A31. Le 6 décembre 2011, la société a créé une holding A4 Holding S.p.A. comprenant sa filiale propriétaire de la concession d'exploitation de l'autoroute à péage, ce qui a eu pour effet de séparer la fonction de société holding de l'opérateur.
La concession de l'autoroute A31 a expiré le 30 juin 2013, terme convenu en 1999, lorsque la société a commencé la construction sud de l"A31 de Vicenza à Rovigo en 2005. La concession a été contestée par la Commission Européenne en 2004. La Cour européenne de justice a statué que l'Italie ne s'était pas conformée aux obligations de la directive 93/37/CEE du Conseil européen. Le 3 octobre 2006, le décret-loi italien 262/2006 a modifié les pouvoirs de l'ANAS, à la fois opérateur et régulateur des routes à péage italiennes, afin de se conformer au obligations de l'UE. En juillet 2007, la concession a été prolongée jusqu'au 31 décembre 2026, en application du décret-loi 262/2006. La concession a été confirmée par le décret-loi 59/2008 et la loi 101/2008, malgré la procédure d'infraction. Le 8 octobre 2009, le Conseil Européen a clôturé l'affaire.

## Évolution de l'actionnariat
Lors de sa constitution, A4 Holding était une filiale d'un consortium dirigé par la banque Intesa Sanpaolo. La banque détenait un droit de vote majoritaire (65,92 %) dans Re.Consult Infrastrutture, la société mère directe d'A4 Holding (RCI, via trois sociétés Investire nelle Infrastrutture (IN.FRA), Compagnia Italiana Finanziaria (CIF) et Iniziative Logistiche, dont Intesa Sanpaolo détenait respectivement 63,78 % et 60,02 % du capital). RCI détenait une participation de 44,853 % dans A4 Holding au 31 décembre 2014. Intesa Sanpaolo détenait une participation supplémentaire de 6,5433 % dans A4 Holding, via sa filiale bancaire Equiter. Astaldi était actionnaire de RCI (31,85% via sa filiale à 100% Astaldi Concessioni). Intesa Sanpaolo a racheté les actions de RCI, CIF et Iniziative Logistiche en 2010. Infragruppo, société dans laquelle A4 Holding détenait une participation significative (49,01%). En 2011, Infragruppo fusionne avec Serenissima Partecipazioni, et A4 Holding a porté sa participation à 99,999%, les intérêts minoritaires et le prêt précédemment détenu par la banque ont été remboursés via l'augmentation de capital d'A4 Holding.
En 2016, le groupe espagnol Abertis annonce qu'il s'apprêtait à rachèter la participation détenue par Old Equiter (ex-Equiter de 6,5433 %) et Re.Consult Infrastrutture (44,8530 %) pour 594 millions d'euros,.
Le deuxième actionnaire d'A4 Holding était la Società delle Autostrade Serenissima (8,3732 % au 31 décembre 2014), l'ancien exploitant du tronçon de l'autoroute A4 de Padoue à Venise de jusqu'en 2009. Au 31 décembre 2014, A4 Holding détenait une participation croisée de 14,45 % dans Società delle Autostrade Serenissima qui a été entièrement vendue. L'entreprise de BTP Mantovani FIP Group (Serenissima Holding) détenait 35,28 % des droits de vote dans la Società delle Autostrade Serenissima (en 2016), ainsi qu'une participation minoritaire (0,1617%) dans A4 Holding via Impresa di Costruzioni Ing. E. Mantovani.
Unione Fiduciaria était le troisième plus grand actionnaire, qui avait racheté le 25 juillet 2014 la totalité de la participation de 4,6671% détenue par la société Milano Serravalle - Milano Tangenziali. La banque finira par transférer la totalité de la participation à la Società delle Autostrade Serenissima en 2019 par tranches.
- Au 31 décembre 2014 [21]
  - investisseurs privés (67,7728%)
    - un consortium dirigé par Intesa Sanpaolo (51,3964%)
      - Infrastructure Re.Consult (44,8530%)
      - ex Equiter (6.5433%)

    - Società delle Autostrade Serenissima (8,3732%)
    - Unione Fiduciaria (4,6671 %)
    - Banco Popolare (2,7071%)
    - Banca Popolare di Vicenza (0,2043 %)
    - Impresa di Costruzioni Ing. E. Mantovani (0,1617%)
    - Fondazione Cariverona (0,1425%)
    - Condotte d'Acqua SpA (0.1204%)

  - Chambres de Commerce, d'Industrie, d'Agriculture et d'Artisanat (8,6994%)
    - Chambre de commerce de Brescia (1,5732%)
    - Chambre de commerce de Bergame (1.5472%)
    - Chambre de commerce de Vérone (1.5042%)
    - Chambre de Commerce de Padoue (1.3500%)
    - Chambre de Commerce de Venise (1.1794%)
    - Chambre de commerce de Vicence (1,0701%)
    - Chambre de commerce de Milan (0,4753%)
      - directe (0,0001%)
      - Holding di Partecipazioni Parcam (0,4752%)

  - Collectivités locales (23,5278%)
    - Province de Vicence (7.4373%)
    - Commune de Vérone (4.6480%)
    - Province de Brescia (4,5096%)
    - Province de Vérone (4.2308%)
    - Province de Bergame (2,2976%)
    - Commune de Vicence (0.2426%)
    - Province de Venise (0,0809%)
    - Commune de Bergame (0,0809%)
    - Province de Milan (0,0001%)